# Les Aventures de Vick et Vicky
Les Aventures de Vick et Vicky est une série de bande dessinée jeunesse créée par Bruno Bertin en 1995. Avec 25 tomes et proche du million d'exemplaires vendus, la série, traduite en breton, en gallo et déclinée en romans, est l'une des séries de bandes dessinées les plus vendues en Bretagne.

## Présentation de la série
La série Les Aventures de Vick et Vicky, créée en 1995 s'inscrit en hommage à Tintin, à La Patrouille des Castors et au Club des cinq. Vick, un jeune garçon, et Vicky, son petit chien, sont inséparables d'un groupe d’amis - des scouts - avec lesquels ils doivent résoudre des énigmes dans des lieux existants tels que :  Le Mont-Saint-Michel, la Savoie, la forêt de Brocéliande, l'Égypte, le Roazhon Park etc. Les lecteurs apprennent  des informations grâce aux pages pédagogiques se trouvant à la fin de chaque album. Ces albums font partie des défis et rallyes lecture.

### Historique
Après la parution de deux bandes dessinées, Fougères à travers son histoire (1990) et Rennes le temps d'une histoire (1993), influencé par ses lectures de jeunesse, Bruno Bertin décide de créer une série d'aventures avec un jeune garçon et son chien : Vick et Vicky. Ne se sentant pas encore prêt pour écrire une grande aventure, il se contente d'imaginer des petits gags en strip.
En 1994, passionné par les contes de Noël, Bruno Bertin s'aventure à faire avec ses personnages une mini bande dessinée de 4 planches ayant pour titre Un Noël pour Vick et Vicky.
Lors d'un salon, Bruno Bertin fait la rencontre du romancier-parolier Jean Rolland, créateur de la série du petit page Florian. Il lui demande s'il serait intéressé pour écrire un nouveau conte de Noël avec ses personnages Vick et Vicky. Sans hésiter, Jean Rolland lui propose le scénario Les neuf oranges qui devient une bande dessinée de huit planches en noir et blanc. Cette histoire ne sera publiée qu'en 2003.
Après ce premier essai de collaboration, Bruno Bertin retrouve Jean Rolland lors d'un salon du livre en mai 1995. Il lui demande une grande aventure avec ses héros et comme décor la ville de Saint-Malo et ses environs. En octobre 1995 est publiée la première grande aventure de Vick et Vicky : Le Trésor des Chevrets, aux éditions P'tit Louis.
Après des débuts encourageants, c'est à partir du tome 3 des aventures de Vick et Vicky : Les Disparus de l'Île-aux-Moines en 1997 que la série prend son envol. Sa longévité ainsi que les nombreux témoignages d'auteurs pour les 15 ans de Vick et Vicky sont les témoins de son succès.
Bruno Bertin sort en 2013 le 20e album de la série dans lequel il adresse un clin d’œil prononcé au Stade rennais. Il fait la promotion de la sortie de sa BD en donnant le coup d’envoi d’un match amical.
En 2014, un générique des aventures de Vick et Vicky voit le jour.
Dix bateaux de la Société nationale de sauvetage en mer sont baptisés du nom des héros de la série.
En 2020 sort Brocéliande et le grimoire des secrets !, un jeu coopératif conçu par Bruno Bertin, Yann Delorme et Quentin Sallou, d'après les bandes dessinées du cycle Les Sorcières de Brocéliande.
Fin 2022, Vick et Vicky sont les héros d'une exposition et d'un album consacré à la vallée de la Seiche, en Ille-et-Vilaine. « Le résultat d'un travail mené pendant deux années par les archives départementales d'Ille-et-Vilaine autour des richesses environnementales, culturelles et patrimoniales de ce cours d'eau d'une centaine de kilomètres entre Le Pertre et Bruz ».

### Auteurs
Créateur
- Bruno Bertin est le créateur de la série. Il a dessiné tous les albums.

Scénaristes
- Jean Rolland est le scénariste des deux premiers albums : Le Trésor des Chevrets (1995) et Le Mystère du Baron de Lorcy (1996). Il a écrit également le conte de Noël Vick et Vicky et les neuf oranges publié tardivement dans l'album Petites histoires de Noël (2003).
- Frédéric Cherki, professeur d'italien, collabore à l'écriture des textes du cycle des Archanges et est le scénariste de la 7e aventure L'Été de la louve (2001).
- Jérôme Louiche, bibliothécaire à Lyon et membre de la Société Sherlock Holmes de France, est le scénariste de l'album no 21, L'Héritage de Sherlock Holmes (2015).
- Jean-Charles Gaudin est le scénariste de l'album Cap sur Saint-Malo : le pirate (2018).

Traducteur
- Jil Penneg a traduit en breton les trois tomes des Aventures de Vick et Vicky consacrés aux Sorcières de Brocéliande, ainsi que Les Disparus de l'Île-aux-Moines.

Romancière
- Eve-Lyn Sol a novélisé plusieurs albums : Le Guide ou le Secret de Léonard de Vinci, L'Héritage de Sherlock Holmes, Les Sorcières de Brocéliande et Les Archanges du Mont-Saint-Michel. Elle a imaginé une histoire inédite : Vents de mystères à Ouessant (2019)[14].

Autres dessinateurs
- Dans l'album Petites histoires de Noël, une quinzaine d'auteurs ont réalisé chacun des mini histoires de Noël rendant hommage aux personnages de la série. Les auteurs de ce collectif sont : Jean-Louis Pesch, Michel Rodrigue, Dominique Mainguy, Erwan Le Saëc, Malo Louarn, Jean-Loïc Belom, Sébastien Tanguy, Laurent Lefeuvre, Stéphane Duval, Stéphane Heurteau, Bruno Bertin, Kalou, Gégé, Yannick Messager, Brice Goepfert, Jean-Claude Vruble, Jean Rolland.

### Personnages
Les héros principaux
- Vick : Tantôt de bonne ou de mauvaise humeur, c'est le héros de la série et le chef de la bande. Il habite Rennes et aimerait devenir pompier bénévole.
- Vicky : chien de Vick, désigné mascotte de la patrouille des Loups Blancs, Vicky est un personnage important dans les aventures. Il aide régulièrement les enfants à se sortir de situations difficiles.

Les scouts de la patrouille des Élans
- Tonino : Italien venu de Rome, frère jumeau d'Angelino (mais on ne les voit jamais ensemble), il apparaît uniquement dans les deux premières aventures écrites par Jean Rolland : Le Trésor des Chevrets et Le Mystère du Baron de Lorcy. Ses cheveux sont lisses sur le front.
- Marc : maladroit et impétueux, le casse-cou de la bande est toujours téméraire et partant dans l'aventure. Sportif et passionné par la pêche, grâce à son oncle finistérien, il souhaite devenir plus tard scientifique. Marc apparaît pour la première fois dans l'album Fougères à travers son histoire qui ne s'inscrit pas dans la série.
- Jean-Sébastien : il est le chef de la patrouille et le sage de la bande. Il apparaît dans Le Trésor des Chevrets. Il n'est pas toujours présent pendant les vacances.
- Denis : il apparaît uniquement dans le tome 2.

Les scouts de la patrouille des Loups Blancs
- Angelino : Italien venu de Rome, frère jumeau de Tonino. Râleur, toujours fatigué, peureux, il aime le farniente. Passionné par la magie et les illusions, il souhaite devenir plus tard un magicien professionnel. Il apparaît dans le tome 3 : Les Disparus de l'Île-aux-Moines en remplacement de son frère. Ses cheveux sont relevés à l'avant.
- Éric : il apparaît uniquement dans le tome 3.
- Marine : jeune fille sage et discrète, Marine apparaît avec Angelino dans le tome 3. Passionnée d'archéologie, elle souhaite devenir plus tard archéologue. Elle joue de la guitare électrique.
- Chloé : amie de Marine, elle apparaît dans Les Archanges du Mont-Saint-Michel. On la revoit dans le tome 2 de la série Sur les Terres des Pharaons.
- Bruno : cousin de Marc, Africain, il apparaît dans Les Archanges du Mont-Saint-Michel. On le revoit dans le tome 2 de la série Sur les Terres des Pharaons. Il est tout aussi casse-cou que son cousin.

| Albums / Personnages                                                  | Vick & Vicky | Marc | Angelino | Marine | Jean-Sébastien | Bruno    | Chloé | Tonino | Denis | Éric | Charlie | Bourrel & Dupuis |
| --------------------------------------------------------------------- | ------------ | ---- | -------- | ------ | -------------- | -------- | ----- | ------ | ----- | ---- | ------- | ---------------- |
| Le Trésor des Chevrets                                                | ✔️           | ✔️   |          |        | ✔️             |          |       | ✔️     |       |      |         |                  |
| Le Mystère du Baron de Lorcy                                          | ✔️           | ✔️   |          |        | ✔️             |          |       | ✔️     | ✔️    |      |         |                  |
| Les Disparus de l'Île-aux-Moines                                      | ✔️           | ✔️   | ✔️       | ✔️     | ✔️             |          |       |        |       | ✔️   |         |                  |
| Le Secret du lac gelé                                                 | ✔️           | ✔️   | ✔️       | ✔️     |                |          |       |        |       |      |         |                  |
| Les Archanges du Mont-Saint-Michel (1re partie) : Le Testament        | ✔️           | ✔️   | ✔️       | ✔️     |                | ✔️       | ✔️    |        |       |      |         |                  |
| Les Archanges du Mont-Saint-Michel (2de partie) : La Malédiction      | ✔️           | ✔️   | ✔️       | ✔️     |                | ✔️       | ✔️    |        |       |      |         |                  |
| L'Été de la louve                                                     | ✔️           | ✔️   | ✔️       | ✔️     |                |          |       |        |       |      |         |                  |
| Les Sorcières de Brocéliande (1re partie) : La Légende                | ✔️           | ✔️   | ✔️       | ✔️     |                |          |       |        |       |      |         |                  |
| Les Sorcières de Brocéliande (2e partie) : La Révélation              | ✔️           | ✔️   | ✔️       | ✔️     |                |          |       |        |       |      |         |                  |
| Les Sorcières de Brocéliande (3e partie) : À la Recherche du Graal    | ✔️           | ✔️   | ✔️       | ✔️     |                |          |       |        |       |      |         |                  |
| Sur les Terres des Pharaons (1re partie) : La Clé                     | ✔️           | ✔️   | ✔️       | ✔️     |                |          |       |        |       |      |         |                  |
| Sur les Terres des Pharaons (2de partie) : Les Deux Terres            | ✔️           | ✔️   | ✔️       | ✔️     |                | ✔️       | ✔️    |        |       |      |         |                  |
| Le Fantôme de Fort-la-Latte                                           | ✔️           | ✔️   | ✔️       | ✔️     |                |          |       |        |       |      |         |                  |
| Mission Dracula                                                       | ✔️           | ✔️   | ✔️       | ✔️     |                | (strips) |       |        |       |      |         |                  |
| Complot au Château du Taureau                                         | ✔️           | ✔️   | ✔️       | ✔️     |                |          |       |        |       |      |         |                  |
| Vick et Vicky et l'héritage                                           | ✔️           | ✔️   | ✔️       | ✔️     |                |          |       |        |       |      |         |                  |
| Vick et Vicky et les sauveteurs en mer contre les voleurs de cerveaux | ✔️           | ✔️   | ✔️       | ✔️     |                |          |       |        |       |      |         | ✔️               |
| Le Guide ou le secret de Léonard de Vinci                             | ✔️           | ✔️   | ✔️       | ✔️     |                |          |       |        |       |      | ✔️      | ✔️               |
| De gag en gags ! : avec Vick et Vicky la vie vous sourit              | ✔️           | ✔️   | ✔️       | ✔️     |                |          |       |        |       |      |         |                  |
| Disparitions au stade                                                 | ✔️           | ✔️   | ✔️       | ✔️     |                |          |       |        |       |      |         | ✔️               |
| L'Héritage de Sherlock Holmes                                         | ✔️           | ✔️   | ✔️       | ✔️     |                |          |       |        |       |      |         |                  |
| Le Lac maudit                                                         | ✔️           | ✔️   | ✔️       | ✔️     |                |          |       |        |       |      |         |                  |
| Cap sur Saint-Malo : le pirate                                        | ✔️           | ✔️   | ✔️       | ✔️     |                |          |       |        |       |      |         |                  |
| Les Maîtres de la magie et de l'illusion (1re partie) : Méliès        | ✔️           | ✔️   | ✔️       | ✔️     | ✔️             |          |       |        |       |      |         | ✔️               |
| Les Maîtres de la magie et de l'illusion (2de partie) : Robert-Houdin | ✔️           | ✔️   | ✔️       | ✔️     | ✔️             |          |       |        |       |      | ✔️      | ✔️               |

## Publications

### Albums de bande dessinée
Les aventures de Vick et Vicky comptent 24 albums plus un hors série.
1. Le Trésor des Chevrets (1995) ; rééd. revue (2014)
2. Le Mystère du Baron de Lorcy (1996) ; rééd. revue (2019)
3. Les Disparus de l'Île-aux-Moines (1997) ; rééd. avec le sous-titre Izenah (2018)
4. Le Secret du lac gelé (1998)
5. Les Archanges du Mont-Saint-Michel (1re partie) : Le Testament (1999) ; rééd. avec un nouveau sous-titre Le Manuscrit (2018)
6. Les Archanges du Mont-Saint-Michel (2de partie) : La Malédiction  (2000) ; rééd. avec un nouveau sous-titre Le Pardon (2017)
7. L'Été de la louve (2001)
8. Les Sorcières de Brocéliande (1re partie) : La Légende (2002) ; rééd. avec un nouveau sous-titre Le Grimoire (2018)
9. Les Sorcières de Brocéliande (2e partie) : La Révélation (2003) ; rééd. avec un nouveau sous-titre Le Passage (2019)
10. Les Sorcières de Brocéliande (3e partie) : À la Recherche du Graal (2004) ; rééd. avec un nouveau sous-titre Le Graal (2016)
11. Sur les Terres des Pharaons (1re partie) : La Clé  (2005)
12. Sur les Terres des Pharaons (2de partie) : Les Deux Terres (2006)
13. Le Fantôme de Fort-la-Latte (2007) ; rééd. avec le sous-titre Les Moines Rouges (2018)
14. Mission Dracula (2008)
15. Complot au Château du Taureau (2009) ; rééd. avec le sous-titre Virus (2018)
16. Vick et Vicky et l'héritage (2010)
17. Vick et Vicky et les sauveteurs en mer contre les voleurs de cerveaux (2011) ; rééd. avec le sous-titre L'Expérience (2016)
18. Le Guide ou le secret de Léonard de Vinci (2012)
19. De gag en gags ! : avec Vick et Vicky la vie vous sourit (2013)
20. Disparitions au stade  (2013) ; rééd. avec le sous-titre La Contre-attaque (2017)
21. L'Héritage de Sherlock Holmes (2015)
22. Le Lac maudit (2017)
23. Cap sur Saint-Malo : le pirate (2018)
24. Les Maîtres de la magie et de l'illusion (1re partie) : Méliès  (2024)
25. Les Maîtres de la magie et de l'illusion (2de partie) : Robert Houdin  (à paraître en 2025)

- Hors-série : Petites histoires de Noël / collectif (2003)

### Cycles
- Les Archanges du Mont-St-Michel (2 volumes). On retrouve les "méchants" de cette aventure, le Professeur Georges et son frère Éric, dans l'album Mission Dracula.
- Les Sorcières de Brocéliande (3 volumes)
- Sur les Terres des Pharaons (2 volumes)
- Les Maîtres de la magie et de l'illusion (2 volumes)
- Les deux albums Vick et Vicky et les sauveteurs en mer contre les voleurs de cerveaux (2011) et Le Guide ou le secret de Léonard de Vinci (2012) se suivent. On retrouve les mêmes "méchants".

### Traductions
- Quatre albums ont été traduits en breton par Jil Penneg. La série s'appelle : Troioù-Kaer Vick ha Vicky[16] :
  - Aet Diwar Wel War Enizenac'h (Les Disparus de l'Île aux Moines) (2008),
  - Sorserezed Breselien 1 : Ar vojenn (Les Sorcières de Brocéliande 1 : La Légende) (2003),
  - Sorserezed Breselien 2 : An diskuliadenn (Les Sorcières de Brocéliande 2 : La Révélation) (2003),
  - Sorserezed Breselien 3 : Klask ar gral (Les Sorcières de Brocéliande 3 : À la Recherche du Graal) (2004).
- L'album Les Sorcières de Brocéliande 1 : La Légende a été traduit en gallo en 2020 sous le titre Lez Encraodoeres de Brocéliande 1 : La Lejende (série : "Ûne éqerouey mirabilha de Vick e Vicky"), par l'Académie du Gallo[17].

### Romans
Sept albums ont fait l'objet de quatre novélisations par Eve-Lyn Sol :
- Le Guide ou le secret de Léonard de Vinci (2013),
- L'Héritage de Sherlock Holmes (2015),
- Les Sorcières de Brocéliande (2017). La BD en 3 tomes a été novélisée en un seul volume.
- Les Archanges du Mont-Saint-Michel (2024). La BD en 2 tomes a été novélisée en un seul volume.

Le roman Vents de mystères à Ouessant publié en 2019 est une histoire originale écrite par Eve-Lyn Sol d'après les personnages de Bruno Bertin.

### Albums documentaires
- Voyage au fil de la Seiche avec Vick et Vicky, du Pertre à Marcillé-Robert / scénario Éric Joret et Charlotte Sarrazin ; ill. Bruno Bertin. Rennes : Département d’Ille-et-Vilaine, Direction de la Culture et des Archives, 06/2022, 48 p.  (ISBN 978-2-86035-002-0)
- Vick et Vicky présentent... Les petits gestes prévention en bord de mer !, livret pédagogique de 24 p. édité par la compagnie d'assurance la Macif partenaire de la SNSM, et distribué gratuitement lors de la 4e édition de l’opération de prévention les « Mini Sauveteurs » sur plusieurs plages des côtes Nord et Ouest en France du 13 au 28 juillet 2022[18].

### Jeu de société et jeux de cartes
- Brocéliande et le grimoire des secrets !, jeu coopératif à partir de 9 ans, entre un et quatre joueurs, conçu avec Yann Delorme et Quentin Sallou, d'après les bandes dessinées du cycle Les Sorcières de Brocéliande (Éd. P'tit Louis, 2020).
- Jeu des 7 familles Vick et Vicky - Globe-trotters (Éd. P'tit Louis, 2024).  (ISBN 978-2-37373-107-1)
- Jeu des 7 familles Vick et vicky et ses amis (Éd. P'tit Louis, 2024).  (ISBN 978-2-37373-108-8)

## Accueil critique
Pour Myriam Fimbry, « le trait de Bruno Bertin est à la fois simple et minutieux, à la manière des célèbres BD belges. Reflet d'un texte qui, dépouillé de fioritures, semble se plier au naturel des jeunes héros ».
Pour Le Magazine de La Manche Libre, il s'agit de « BD gentiment rétros qui, en prenant des villes chargées d'histoire pour décor, permettent à son auteur de donner libre cours à deux passions : l'histoire et l'architecture ».
Fougères ensemble souligne : « Entre fiction et réalité, l'auteur balance entre deux modes de graphisme. Précis et détaillé quand il dessine la ville, alerte et dépouillé, un rien naïf lorsqu'il joue la fiction, le trait de Bruno Bertin ne cache pas ses influences, l'École belge est là et sa ligne claire. »

## Hommages et distinctions

### Anniversaires
Dates clefs
- 1989 : création des Éditions P'tit Louis.
- 1994 : naissance des personnages de Vicky et Vicky.
- 1995 : première publication, avec la parution du Trésor des Chevrets.

Événements
- En 2004, Bruno Bertin fête les 10 ans de sa série "Vick et Vicky". Pour l'occasion, un album anniversaire intitulé Petites Histoires de Noël paraît grâce à la participation de plusieurs amis dessinateurs, scénaristes et coloristes. L'anniversaire est célébré avec l'association le Cotre corsaire le 29 octobre 2004 à Saint-Malo, à bord du navire de Robert Surcouf "Le Renard" (chants marins à bord). La SNSM Centre de formation de la Plaine de Baud organise quant à elle des promenades sur les zodiacs Vick et Vicky de la SNSM.
- En 2009, la maison d'édition P'tit Louis fête ses 20 ans et les 15 ans de la série Vick et Vicky. 400 places sont offertes à des enfants d'un quartier défavorisé de Rennes pour voir des spectacles de cirque sur deux jours, avec le Bing Bang Circus.
- En 2013-2014, l'auteur fête les 20 ans de sa série. Pour marquer cet anniversaire, les Éd. P'tit Louis sortent en avril 2013 le tome 19, De gag en gags !, un album qui réunit plusieurs strips et pages gags parus dans divers magazines. Une exposition de planches originales a lieu dans la salle d'exposition de l'office de tourisme d'Olonne[22]. Un feu d'artifice a lieu au Clos Lucé à Amboise[23]. La parution en octobre 2013 du tome 20, Disparitions au stade, est fêtée par le Stade rennais Football Club. Vick et Vicky sont choisis comme mascottes pour les 20 ans en ligue 1 du club[24].
- En 2019, la série fête ses 25 ans à bord de l'Étoile du Roy à Saint-Malo, cadre de l'album Cap sur Saint-Malo : le pirate. Le bateau est privatisé pendant trois jours pour permettre l'organisation des festivités, des dédicaces et une exposition. Le 2e album, Le Mystère du Baron de Lorcy ressort à cette occasion entièrement redessiné[25].
- En 2024-2025, l'auteur fête les 30 ans de sa série. À cette occasion, en avril 2025, un jeu de piste immersif est proposé dans l'enceinte même du château du Taureau, par la Chambre de commerce et d'industrie de Morlaix, gestionnaire du lieu, afin d'attirer un public divers[26]. Le jeu consiste en une chasse aux panneaux représentant dix cases de l'album Complot au Château du Taureau, répartis dans le fort. Les participants doivent explorer le château pour retrouver les panneaux et déchiffrer un message[27].

### Œuvres annexes
Quatre œuvres sont liées à la série, bien qu'elles n'en fassent pas partie. La bande dessinée Fougères à travers l'histoire de Bruno Bertin et Benoît Croisy met en scène pour la première fois Marc, personnage secondaire de la série. Le roman Le Mystère de l'île aux Moines de Jean Rolland est la déclinaison d'un scénario de bande dessinée, non retenu, écrit pour être la 3e aventure de Vick et Vicky. Dans une suite, Les Mousquetaires du Prado, Jean Rolland fait réintervenir les scouts de la patrouille des Castors et le professeur Zigg Omar. Les personnages de Vick, Vicky, Angelino et Marine dessinés par Jean-Louis Pesch
font une apparition dans son album crossover Bébert le petit mouton blanc (série "Sylvain et Sylvette").
- Fougères à travers son histoire / scénario Benoît Croisy & Bruno Bertin ; dessin Bruno Bertin (participation de Richard Simon) ; texte mémento Benoît Croisy. Rennes : A'grafe, 1990, 48 p.  (ISBN 2-9507164-9-0)

- Le Mystère de l'île aux Moines / Jean Rolland ; illustrations Loïc Porcher. Toulon : Anthinéa, juillet 1999, 107 p.  (ISBN 2-913443-05-2). Rééd. Paris : Téqui, juillet 2002, 107 p.  (ISBN 2-7403-0957-0)[29]

- Les Mousquetaires du Prado / Jean Rolland ; illustrations Loïc Porcher. Paris : Téqui, juin 2003, 205 p.  (ISBN 2-7403-1039-0)

- Bébert le petit mouton blanc / texte de Bruno Bertin ; dessin de Jean-Louis Pesch. Rennes : P'tit Louis, coll. "Sylvain et Sylvette" n° 8, octobre 2011, 22 p.  (ISBN 978-2-914721-62-2)

### Mascottes et partenariats
- La SNSM de la Plaine de Baud (Rennes) a comme écusson Vicky sur son bateau. Des bateaux ont été baptisés aux noms de Vick, Vicky, Marc, Angélino, Marine[30].
- Chaque année, les héros de Bruno Bertin,  Vick et Vicky, soutiennent différentes stations dont la SNSM de Saint-Cast-le-Guildo et celle de Lancieux. Bruno Bertin réalise bénévolement des dessins qui sont dupliqués sur des tee-shirts, et autres produits. Leurs ventes sont intégralement versées au profit des stations[31].
- En 2012, l'opération 4L Trophy, grand raid à vocation solidaire étudiant d'Europe, avec le groupe Staedtler France[32].
- De 2010 à 2019, Staedtler organisait la Journée Mondiale du Coloriage, le 6 mai, et invitait les enfants du monde entier à participer à des ateliers de coloriage. Vick et Vicky ont été choisis comme parrains de l'opération, par le groupe Staedtler France[33].
- Vick et Vicky sont les mascottes de plusieurs œuvres caritatives auxquelles ils participent, telles que les enfants hospitalisés du CHU de Rennes, SOS village d'enfants, l'association des motards "Makadam", l’association « Les Îlots de Langerhans » avec son magazine « Le Club des DID-1 » destiné aux enfants[34].

### Distinctions
- 2004 : Prizioù d’Or de la meilleure BD en langue bretonne pour le 3e tome des Sorcières de Brocéliande (prix décerné par France 3 Ouest Bretagne et Radio France Armorique).
- 2005 : 1er Prix du Festival "Bulles de Sèvre" (Saint-Laurent-sur-Sèvre).
- 2008 : Prix de la Bulle indépendante au Festival de Bande dessinée Atlantis de Saint-Herblain.
- 2009 : Médaille en chocolat lors du Festival BD de BD Boom de Blois récompensant la série Vick et Vicky.
- 2013 : Trophée "Bul'César" du Salon de la BD Les Courants d'Amboise.
- 2019 : Prix littéraire des jeunes lecteurs du Goëlo, pour l'album Le Fantôme de Fort-la-Latte (prix décerné au collège Stella-Maris de Saint-Quay-Portrieux parmi les ouvrages sélectionnés par les élèves de 6e, CM1 et CM2 des écoles privées du pays du Goëlo dans les Côtes-d'Armor)[35].
- 2019 : Trophée spécial anniversaire pour les 25 ans de la série "Vick et Vicky", décerné lors du salon BD Angers.
- 2021 : Prix Littéraire Aiguillon, catégorie BD, pour l'album Le Fantôme de Fort-la-Latte (prix décerné par Aiguillon et Partages, l'association des Habitants Relais Aiguillon)[36].

### Prix Vick et Vicky
Créé en 2016 à l'initiative de Bruno Bertin et composé de jurys indépendants, le Prix Vick et Vicky est un prix d’encouragement et d’éclairage pour les auteurs BD qui le reçoivent. Décerné lors de salons du livre ou de la BD par les organisateurs de ces salons, ce prix récompense un dessinateur auto édité ou non qui a réalisé moins de cinq albums. L'auteur gagne un montant de 200 euros. Une vingtaine de prix ont été décernés depuis le début.